# Lista över fornlämningar i Sigtuna kommun (Haga)
Lista över fornlämningar i Sigtuna kommun (Haga) är en förteckning av ett urval av de fornlämningar som finns i Haga i Sigtuna kommun.
| Namn              | Lämningstyp  | Tillkomsttid | Historisk indelning | Plats | Läge                 | ID-nr          | Bild                                      |
| ----------------- | ------------ | ------------ | ------------------- | ----- | -------------------- | -------------- | ----------------------------------------- |
| Haga 1:1          | Stensättning |              | Haga, Uppland       |       | 59.654199, 17.670217 | 10002600010001 | Ladda upp en bild av detta fornminne      |
| Haga 2:1          | Stensättning |              | Haga, Uppland       |       | 59.654565, 17.671710 | 10002600020001 | Ladda upp en bild av detta fornminne      |
| Haga 2:2          | Stensättning |              | Haga, Uppland       |       | 59.654416, 17.671548 | 10002600020002 | Ladda upp en bild av detta fornminne      |
| Haga 4:1          | Stensättning |              | Haga, Uppland       |       | 59.652991, 17.670385 | 10002600040001 | Ladda upp en bild av detta fornminne      |
| Haga 6:1          | Stensättning |              | Haga, Uppland       |       | 59.653675, 17.668694 | 10002600060001 | Ladda upp en bild av detta fornminne      |
| Haga 6:2          | Stensättning |              | Haga, Uppland       |       | 59.654049, 17.668580 | 10002600060002 | Ladda upp en bild av detta fornminne      |
| Haga 6:3          | Stensättning |              | Haga, Uppland       |       | 59.653925, 17.668317 | 10002600060003 | Ladda upp en bild av detta fornminne      |
| Haga 6:4          | Stensättning |              | Haga, Uppland       |       | 59.653978, 17.667957 | 10002600060004 | Ladda upp en bild av detta fornminne      |
| Haga 7:1          | Gravfält     |              | Haga, Uppland       |       | 59.660527, 17.671454 | 10002600070001 | Ladda upp en bild av detta fornminne      |
| Haga 7:2          | Stensättning |              | Haga, Uppland       |       | 59.660975, 17.670834 | 10002600070002 | Ladda upp en bild av detta fornminne      |
| Haga 7:3          | Stensättning |              | Haga, Uppland       |       | 59.661287, 17.670537 | 10002600070003 | Ladda upp en bild av detta fornminne      |
| Haga 8:1          | Stensättning |              | Haga, Uppland       |       | 59.659189, 17.671108 | 10002600080001 | Ladda upp en bild av detta fornminne      |
| Haga 8:2          | Stensättning |              | Haga, Uppland       |       | 59.659094, 17.671303 | 10002600080002 | Ladda upp en bild av detta fornminne      |
| Haga 9:1          | Fornborg     |              | Haga, Uppland       |       | 59.666974, 17.656371 | 10002600090001 | Ladda upp en bild av detta fornminne      |
| Haga 11:1         | Gravfält     |              | Haga, Uppland       |       | 59.660152, 17.674562 | 10002600110001 | Ladda upp en bild av detta fornminne      |
| U 461 (Haga 13:1) | Runristning  |              | Haga, Uppland       |       | 59.678811, 17.694539 | 10002600130001 | Ladda upp en till bild av detta fornminne |
| Haga 14:1         | Runristning  |              | Haga, Uppland       |       | 59.678682, 17.694398 | 10002600140001 | Ladda upp en till bild av detta fornminne |
| Haga 15:1         | Gravfält     |              | Haga, Uppland       |       | 59.682475, 17.719580 | 10002600150001 | Ladda upp en bild av detta fornminne      |
| U 460 (Haga 16:1) | Runristning  |              | Haga, Uppland       |       | 59.682689, 17.719975 | 10002600160001 | Ladda upp en till bild av detta fornminne |
| U 459 (Haga 17:1) | Runristning  |              | Haga, Uppland       |       | 59.682158, 17.719591 | 10002600170001 | Ladda upp en till bild av detta fornminne |
| Haga 18:1         | Runristning  |              | Haga, Uppland       |       | 59.682030, 17.709076 | 10002600180001 | Ladda upp en bild av detta fornminne      |
| Haga 19:1         | Gravfält     |              | Haga, Uppland       |       | 59.681755, 17.709963 | 10002600190001 | Ladda upp en bild av detta fornminne      |
| Haga 20:1         | Gravfält     |              | Haga, Uppland       |       | 59.678504, 17.684503 | 10002600200001 | Ladda upp en bild av detta fornminne      |
| Haga 21:1         | Gravfält     |              | Haga, Uppland       |       | 59.679010, 17.698396 | 10002600210001 | Ladda upp en bild av detta fornminne      |
| Haga 22:1         | Gravfält     |              | Haga, Uppland       |       | 59.679677, 17.696892 | 10002600220001 | Ladda upp en bild av detta fornminne      |
| Haga 23:1         | Gravfält     |              | Haga, Uppland       |       | 59.686532, 17.699078 | 10002600230001 | Ladda upp en bild av detta fornminne      |
| Haga 24:1         | Hög          |              | Haga, Uppland       |       | 59.683562, 17.701509 | 10002600240001 | Ladda upp en bild av detta fornminne      |
| Haga 24:2         | Stensättning |              | Haga, Uppland       |       | 59.683477, 17.701736 | 10002600240002 | Ladda upp en bild av detta fornminne      |
| Haga 24:4         | Stensättning |              | Haga, Uppland       |       | 59.683809, 17.701214 | 10002600240004 | Ladda upp en bild av detta fornminne      |
| Haga 25:1         | Gravfält     |              | Haga, Uppland       |       | 59.681936, 17.686181 | 10002600250001 | Ladda upp en bild av detta fornminne      |
| Haga 31:1         | Stensättning |              | Haga, Uppland       |       | 59.676931, 17.676937 | 10002600310001 | Ladda upp en bild av detta fornminne      |
| Haga 34:1         | Gravfält     |              | Haga, Uppland       |       | 59.666019, 17.671477 | 10002600340001 | Ladda upp en bild av detta fornminne      |
| Haga 35:1         | Gravfält     |              | Haga, Uppland       |       | 59.668261, 17.686793 | 10002600350001 | Ladda upp en bild av detta fornminne      |
| Haga 37:1         | Stensättning |              | Haga, Uppland       |       | 59.676405, 17.676586 | 10002600370001 | Ladda upp en bild av detta fornminne      |
| Haga 44:1         | Hög          |              | Haga, Uppland       |       | 59.681149, 17.692288 | 10002600440001 | Ladda upp en bild av detta fornminne      |
| Haga 45:2         | Stensättning |              | Haga, Uppland       |       | 59.681674, 17.691244 | 10002600450002 | Ladda upp en bild av detta fornminne      |